# سروگلازکا
سروگلازکا (به لاتین: Seroglazka) یک منطقهٔ مسکونی در روسیه است که در استان آستراخان واقع شده‌است.